# De parcourir le monde et d'y rôder
De parcourir le monde et d'y rôder est le deuxième roman de Grégory Le Floch paru le 20 août 2020 aux éditions Christian Bourgois et ayant reçu le prix Wepler et prix Décembre la même année.

## Historique
Le titre du roman fait implicitement référence à une citation du Livre de Job.
Le roman est lauréat du prix Transfuge découverte, puis le 22 novembre 2020 du prix Wepler à l'unanimité,,. Il reçoit enfin le 1er décembre 2020 le prix Décembre – opposé principalement à Jean Rolin avec Le Pont de Bezons notamment –, présidé cette année-là par Amélie Nothomb et doté de 15 000 euros remis par la Fondation Yves-Saint-Laurent,.

## Réception critique
Le roman fait partie des vingt « coups de cœur » de la rentrée littéraires 2020 du magazine culturel Télérama et lui accorde sa note maximale de TTT. Daniel Renouf, pour Libération, souligne que l'ouvrage est porté par « [une] ironie bienveillante, [un] humour noir, [des] situations loufoques, [un] sens de l’absurde [qui] s’accordent pour illuminer le propos de ce roman très singulier » justifiant l'obtention du prix Wepler dont il est juré.

## Éditions
- Christian Bourgois éditeur, 2020  (ISBN 978-2267043020)[8].